# Valdahon
Valdahon est une commune française située dans le département du Doubs, la région culturelle et historique de Franche-Comté et la région administrative Bourgogne-Franche-Comté. En 2022, elle compte 5 715 habitants.
La ville est connue notamment du fait de la présence d'un camp militaire national inauguré en 1907 et où stationne actuellement le 13e régiment du génie.

## Géographie

### Situation
Le territoire est situé en Franche-Comté, au centre du département du Doubs, à 26,5 kilomètres à vol d'oiseau au sud-est de Besançon, à 26,9 kilomètres au nord de Pontarlier, à 21,8 kilomètres à l'ouest de Morteau, et à 23 kilomètres au sud de Baume-les-Dames.

### Géologie, relief et hydrographie
La commune couvre une superficie de 2551 hectares dont l'altitude varie entre 551 mètres au nord du territoire communal et 736 mètres au sud, le centre-ville se situant entre ces deux extrêmes autour de 650 mètres d'altitude. Elle se situe sur un des premiers plateaux du massif du Jura, le plateau d'Ornans.

### Climat
Pour des articles plus généraux, voir Climat de la Bourgogne-Franche-Comté et Climat du Doubs.
En 2010, le climat de la commune est de type climat de montagne, selon une étude du Centre national de la recherche scientifique s'appuyant sur une série de données couvrant la période 1971-2000. En 2020, Météo-France publie une typologie des climats de la France métropolitaine dans laquelle la commune est dans une zone de transition entre le climat semi-continental et le climat de montagne et est dans la région climatique  Jura, caractérisée par une forte pluviométrie en toutes saisons (1 000 à 1 500 mm/an), des hivers rigoureux et un ensoleillement médiocre.
Pour la période 1971-2000, la température annuelle moyenne est de 8,3 °C, avec une amplitude thermique annuelle de 16,4 °C. Le cumul annuel moyen de précipitations est de 1 382 mm, avec 13,8 jours de précipitations en janvier et 10,6 jours en juillet. Pour la période 1991-2020, la température moyenne annuelle observée sur la station météorologique de Météo-France la plus proche, « Épenoy », sur la commune d'Épenoy à 3 km à vol d'oiseau, est de 9,2 °C et le cumul annuel moyen de précipitations est de 1 363,0 mm. 
La température maximale relevée sur cette station est de 36,4 °C, atteinte le 7 août 2003 ; la température minimale est de −18,8 °C, atteinte le 5 février 2012,,.
| Mois                                  | jan.           | fév.           | mars           | avril         | mai           | juin          | jui.           | août           | sep.           | oct.          | nov.            | déc.           | année      |
| ------------------------------------- | -------------- | -------------- | -------------- | ------------- | ------------- | ------------- | -------------- | -------------- | -------------- | ------------- | --------------- | -------------- | ---------- |
| Température minimale moyenne (°C)     | −1,8           | −1,8           | 0,8            | 3,7           | 7,5           | 10,9          | 12,9           | 12,8           | 9,3            | 6,4           | 1,8             | −0,8           | 5,1        |
| Température moyenne (°C)              | 1,3            | 1,6            | 4,8            | 8,3           | 12,1          | 15,8          | 17,7           | 17,6           | 13,7           | 10,3          | 5,1             | 2,2            | 9,2        |
| Température maximale moyenne (°C)     | 4,4            | 5,1            | 8,9            | 12,9          | 16,8          | 20,7          | 22,6           | 22,3           | 18,1           | 14,3          | 8,4             | 5,2            | 13,3       |
| Record de froid (°C) date du record   | −16,6 25.01.00 | −18,8 05.02.12 | −17,3 01.03.05 | −7,9 08.04.03 | −2,3 06.05.19 | −0,4 02.06.06 | 4,9 24.07.1999 | 3,2 29.08.1998 | 0,3 30.09.1995 | −7,1 25.10.03 | −12 22.11.1998  | −17,7 20.12.09 | −18,8 2012 |
| Record de chaleur (°C) date du record | 20,1 30.01.02  | 18,7 24.02.21  | 22,7 31.03.21  | 25,2 28.04.12 | 30 25.05.09   | 35,3 18.06.22 | 35,7 24.07.19  | 36,4 07.08.03  | 30,2 11.09.23  | 28,4 07.10.09 | 22,8 12.11.1995 | 17,3 24.12.12  | 36,4 2003  |
| Précipitations (mm)                   | 99,5           | 87,3           | 94             | 100,2         | 140,9         | 119,9         | 113,7          | 129,5          | 111,4          | 126,8         | 115,2           | 124,6          | 1 363      |

| Diagramme climatique                                  |             |          |              |              |               |               |               |              |              |             |              |
| J                                                     | F           | M        | A            | M            | J             | J             | A             | S            | O            | N           | D            |
| 4,4−1,899,5                                           | 5,1−1,887,3 | 8,90,894 | 12,93,7100,2 | 16,87,5140,9 | 20,710,9119,9 | 22,612,9113,7 | 22,312,8129,5 | 18,19,3111,4 | 14,36,4126,8 | 8,41,8115,2 | 5,2−0,8124,6 |
| Moyennes : • Temp. maxi et mini °C • Précipitation mm |             |          |              |              |               |               |               |              |              |             |              |

Les paramètres climatiques de la commune ont été estimés pour le milieu du siècle (2041-2070) selon différents scénarios d'émission de gaz à effet de serre à partir des nouvelles projections climatiques de référence DRIAS-2020. Ils sont consultables sur un site dédié publié par Météo-France en novembre 2022.

## Urbanisme

### Typologie
Au 1er janvier 2024, Valdahon est catégorisée bourg rural, selon la nouvelle grille communale de densité à 7 niveaux définie par l'Insee en 2022.
Elle appartient à l'unité urbaine de Valdahon, une unité urbaine monocommunale constituant une ville isolée,. Par ailleurs la commune fait partie de l'aire d'attraction de Valdahon, dont elle est la commune-centre,. Cette aire, qui regroupe 22 communes, est catégorisée dans les aires de moins de 50 000 habitants,.

### Occupation des sols
L'occupation des sols de la commune, telle qu'elle ressort de la base de données européenne d’occupation biophysique des sols Corine Land Cover (CLC), est marquée par l'importance des forêts et milieux semi-naturels (54,6 % en 2018), en diminution par rapport à 1990 (55,7 %). La répartition détaillée en 2018 est la suivante : 
milieux à végétation arbustive et/ou herbacée (27,6 %), forêts (27 %), zones agricoles hétérogènes (14,1 %), zones urbanisées (13,8 %), prairies (13,5 %), zones industrielles ou commerciales et réseaux de communication (3,9 %). L'évolution de l’occupation des sols de la commune et de ses infrastructures peut être observée sur les différentes représentations cartographiques du territoire : la carte de Cassini (XVIIIe siècle), la carte d'état-major (1820-1866) et les cartes ou photos aériennes de l'IGN pour la période actuelle (1950 à aujourd'hui).

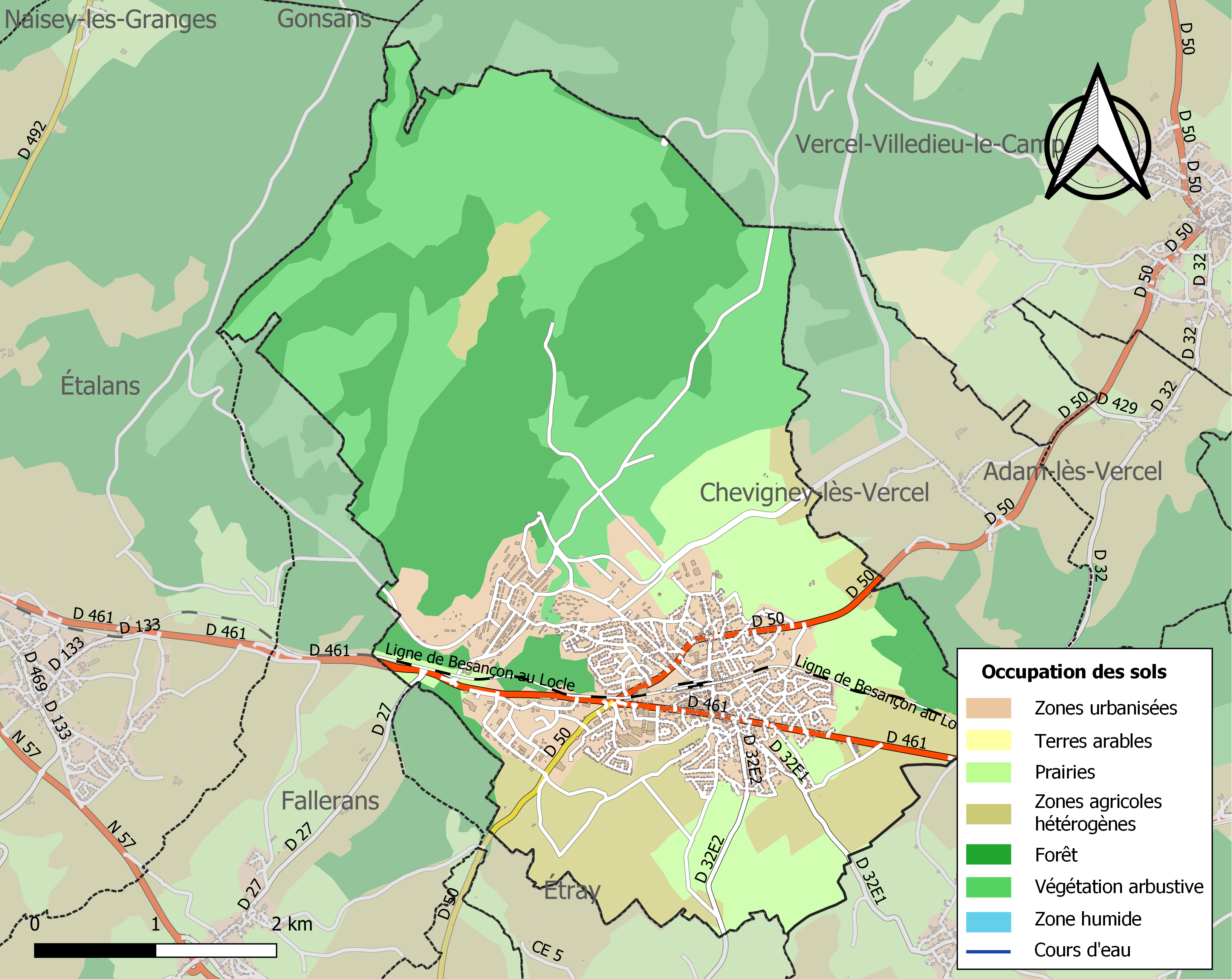
Carte des infrastructures et de l'occupation des sols de la commune en 2018 (CLC).

## Toponymie
Auns en 1180 ; Valdaons en 1188 ; Aons en 1189 ; Ahons en 1238 ; Val des Ayons en 1248 ; Valle Daons en 1269 ; Le Val d'Ahon en 1318 ; Ahums en 1320 ; Valle d'Ahon en 1338 ; Valle Dahon en 1365 ; Vault d'Ahon en 1417 ; Valdahon et Vaulxdahon du XIVe au XVIIIe siècle ; Valdahon depuis 1648.

## Histoire
Le village, essentiellement agricole, est connu depuis le XIIe siècle et dépend de la seigneurie de Cicon. Avec l'invasion des Suédois au XVIIe siècle dans la province de Franche-Comté (la guerre de Dix Ans de 1635-1644), la commune fut pillée et brûlée.
L'épisode le plus tragique de la commune est l'assassinat le 27 août 1944 de huit civils, cinq hommes et trois femmes par la milice.
La commune accueille un camp militaire de 3 500 ha. depuis 1907. En 1978, le camp militaire devient un camp de régiment et non plus de manœuvres uniquement. Depuis 2003 y est stationné le 13e régiment du génie.

## Politique et administration

### Liste des maires
| Période                                  | Période   | Identité       | Étiquette     | Qualité |
| ---------------------------------------- | --------- | -------------- | ------------- | --- |
| octobre 1931                             | mars 1959 | Henri Viennet  | PRL puis DVD  | Marchand de vin Conseiller général du canton de Vercel-Villedieu-le-Camp (1955 → 1967) Vice-président du conseil général du Doubs Chevalier de la Légion d'honneur              |
| mars 1971                                | mars 1983 | Denise Viennet | DVD           | Conseillère générale du canton de Vercel-Villedieu-le-Camp (1967 → 1979) |
| mars 1983                                | mars 1989 | Pierre Nicot   |               | Professeur de l'enseignement secondaire Chevalier des Palmes académiques |
| mars 1989                                | 1990      | Jean Marron    |               | |
| 1990                                     | 1993      | Robert Humbert |               | Principal de collège honoraire |
| novembre 1993                            | juin 1995 | Pierre Nicot   |               | Professeur de l'enseignement secondaire Chevalier des Palmes académiques |
| juin 1995                                | mars 2014 | Léon Bessot    | DVG (app. PS) | Cadre bancaire retraité Conseiller général du canton de Vercel-Villedieu-le-Camp (2004 → 2015)                                                                                  |
| mars 2014                                | mai 2020  | Gérard Limat   | PS            | Retraité de la fonction publique Vice-président de la CC des Portes du Haut-Doubs (2014 → )                                                                                     |
| mai 2020                                 | en cours  | Sylvie Le Hir  | HOR           | Ancienne directrice commerciale Conseillère départementale du canton de Valdahon (2015 →2021) Candidate aux législatives de 2017 pour LREM dans la 5° Circonscription du Doubs. |
| Les données manquantes sont à compléter. |           |                |               | |

### Jumelages
- Maulbronn (Allemagne) depuis 1987

## Démographie
L'évolution du nombre d'habitants est connue à travers les recensements de la population effectués dans la commune depuis 1793. Pour les communes de moins de 10 000 habitants, une enquête de recensement portant sur toute la population est réalisée tous les cinq ans, les populations de référence des années intermédiaires étant quant à elles estimées par interpolation ou extrapolation. Pour la commune, le premier recensement exhaustif entrant dans le cadre du nouveau dispositif a été réalisé en 2006.

En 2022, la commune comptait 5 715 habitants, en évolution de +1,96 % par rapport à 2016 (Doubs : +1,88 %, France hors Mayotte : +2,11 %).
| 1793 | 1800 | 1806 | 1821  | 1831 | 1836 | 1841  | 1846  | 1851  |
| ---- | ---- | ---- | ----- | ---- | ---- | ----- | ----- | ----- |
| 936  | 775  | 852  | 1 008 | 985  | 951  | 1 039 | 1 030 | 1 086 |

| 1856  | 1861 | 1866 | 1872 | 1876 | 1881 | 1886 | 1891 | 1896 |
| ----- | ---- | ---- | ---- | ---- | ---- | ---- | ---- | ---- |
| 1 012 | 962  | 956  | 821  | 855  | 950  | 892  | 880  | 855  |

| 1901 | 1906 | 1911  | 1921  | 1926  | 1931  | 1936  | 1946  | 1954  |
| ---- | ---- | ----- | ----- | ----- | ----- | ----- | ----- | ----- |
| 832  | 958  | 1 045 | 1 071 | 1 129 | 3 788 | 2 126 | 2 685 | 1 532 |

| 1962  | 1968  | 1975  | 1982  | 1990  | 1999  | 2006  | 2011  | 2016  |
| ----- | ----- | ----- | ----- | ----- | ----- | ----- | ----- | ----- |
| 1 779 | 2 252 | 2 597 | 3 242 | 3 534 | 4 027 | 4 728 | 5 238 | 5 605 |

| 2021  | 2022  | - | - | - | - | - | - | - |
| ----- | ----- | - | - | - | - | - | - | - |
| 5 724 | 5 715 | - | - | - | - | - | - | - |

## Économie
En 2016, la population active de la commune de Valdahon s'élevait à 3 689 personnes.

### Entreprises
| Nom                            | Catégorie | Effectif | Activité                                            |
| ------------------------------ | --------- | -------- | --------------------------------------------------- |
| S.I.S                          | Industrie | 361      | Fabrication d'articles de voyage et de maroquinerie |
| Soluc (E. Leclerc)             | Commerce  | 95       | Hypermarché                                         |
| Les Éleveurs de la Chevillotte | Industrie | 77       | Production de viande de boucherie                   |
| Anaco (Super U)                | Commerce  | 51       | Supermarché                                         |
| Transports Faivre              | Service   | 50       | Transports routiers de marchandises                 |
| Établissements Chays Frères    | Commerce  | 42       | Commerce de détail de bricolage                     |
| La Poste                       | Service   | 42       | Postes nationales (Plateforme de distribution)      |
| Gardavaud habitations          | Industrie | 43       | Construction de maisons individuelles               |
| Batival                        | Industrie | 35       | Construction de maisons individuelles               |
| Entreprise Forien Père et Fils | Industrie | 26       | Travaux de maçonnerie générale                      |
| Maisons Optimal                | Industrie | 22       | Construction de maison individuelles                |
| Master Plast                   | Industrie | 22       | Fabrication d'équipements automobiles               |
| Rymogo (Netto)                 | Commerce  | 21       | Commerce d'alimentation générale                    |
| La Poste                       | Service   | 21       | Postes nationales (Bureau de poste)                 |
| Proman                         | Service   | 20       | Travail temporaire                                  |

## Culture locale et patrimoine

### Lieux et monuments
- Gare de Valdahon.
- Gare du camp militaire du Valdahon.
- L'église Saint-Michel : elle comporte un orgue au sol en fond de chœur fabriqué par le facteur Jean Dunand à Villeurbanne en 1976 : 13 jeux (Grand Orgue 5 registres, Récit 5 registres, Pédale 3 registres), transmission mécanique.

Grand Orgue (C-g''') : Bourdon à Cheminée 8', Montre 4', Flûte Conique 2', Plein-Jeu 4 rangs, Trompette 8'. Récit (C-g''') : Bourdon 8', Flûte à Fuseau 4', Doublette 2', Tierce 1 3/5', Quinte 1 1/3'. Pédale (C-g') : Soubasse 16', Bourdon 8', Flûte 4'. Accouplements : Accouplement du Récit au Grand Orgue, Tirasse Grand Orgue, Tirasse Récit.
- La chapelle Brachotte.
- L'étang de la Lièze : alimenté en permanence par le ruisseau « des Alloz » qui prend sa source à Épenoy, il s'agit en fait d'un réservoir bétonné construit à la fin du XIXe siècle par la SNCF pour alimenter en eau les locomotives à vapeur. Cette retenue artificielle a une surface d'environ 4 000 m2, sa profondeur moyenne est de 1,80 m.

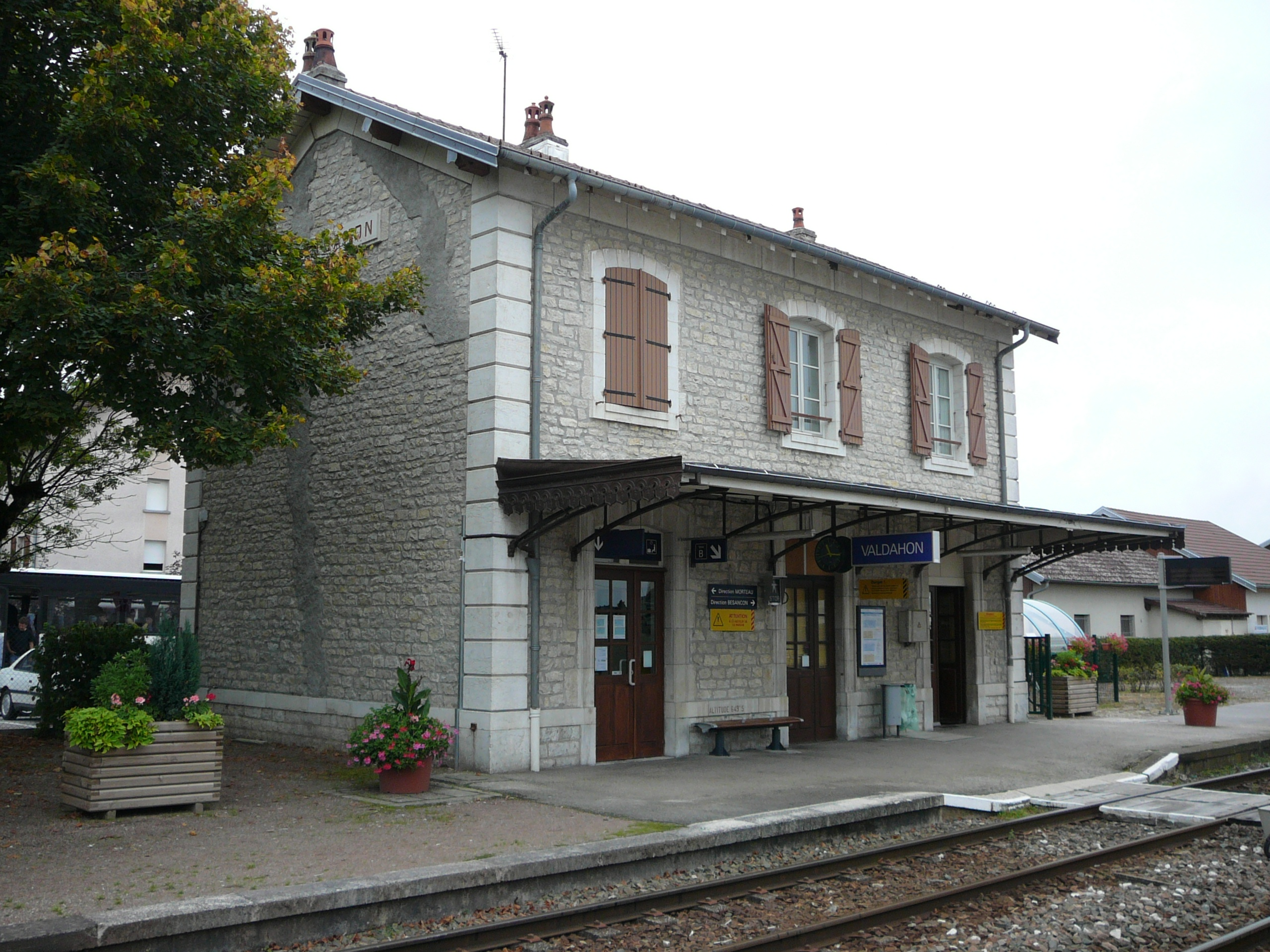
Gare SNCF.
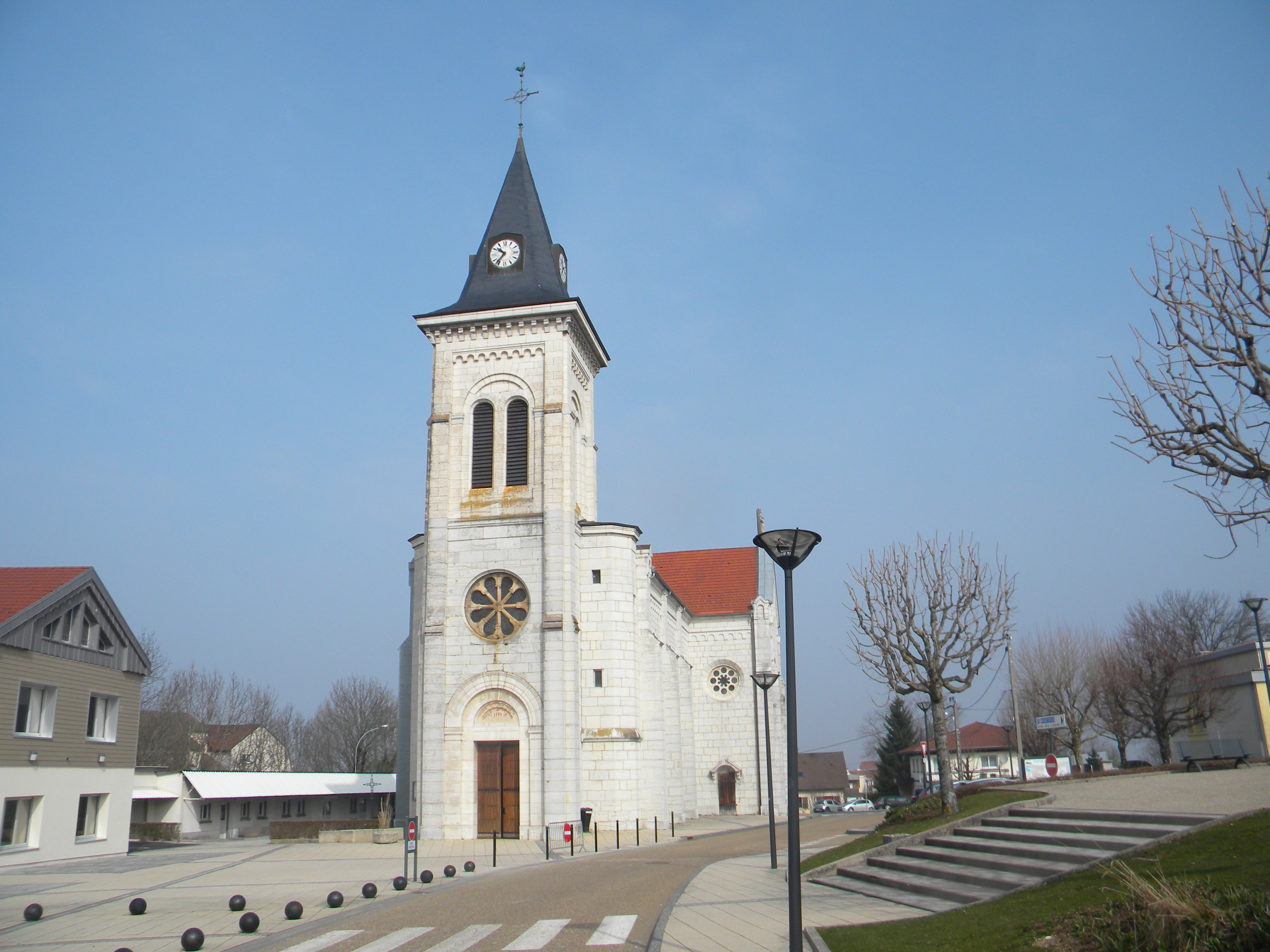
Église Saint-Michel.
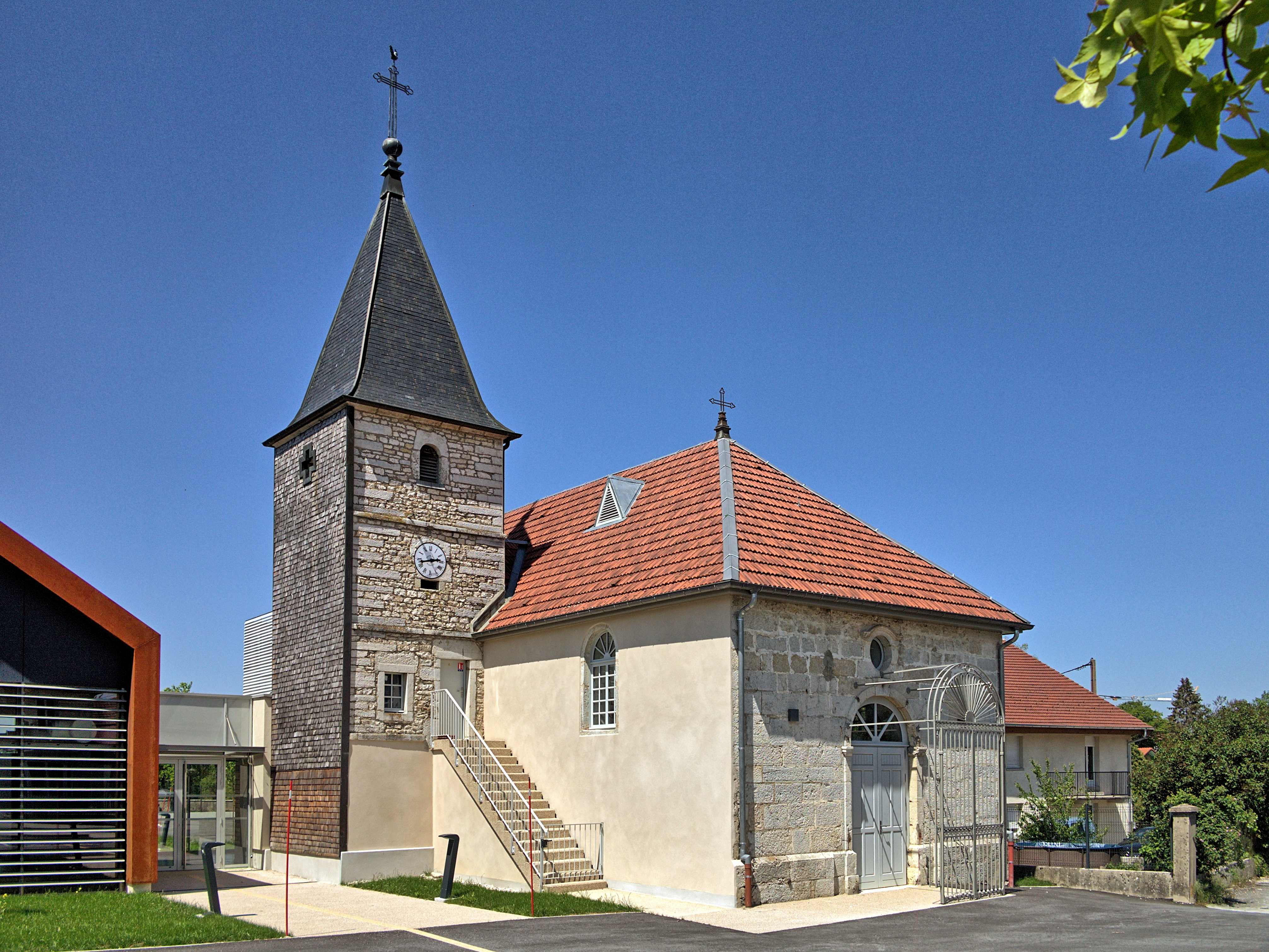
La chapelle Brachotte.
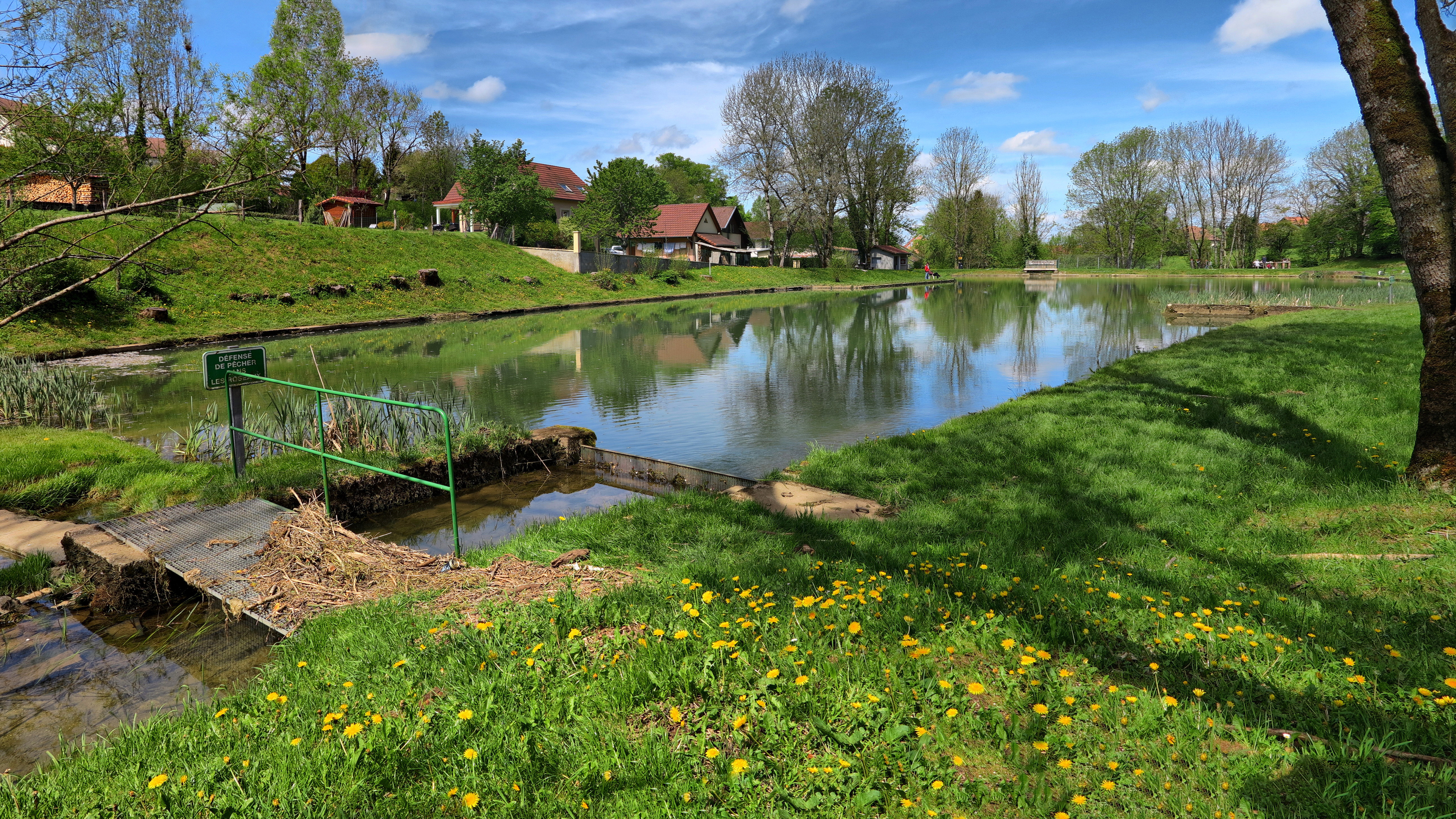
Étang de la Lièze.

### Héraldique
| Blason de Valdahon | Blason  | Écartelé : au 1) d'azur à deux étoiles d'or rangées en bande, au 2) de gueules plain, au 3) de sinople plain, au 4) d'azur semé de billettes d'or, au lion du même ; à la croix en filet d'argent, nouée et brochant sur la partition ; le tout enfermé dans une filière du même. |
| Blason de Valdahon | Détails | Le statut officiel du blason reste à déterminer. |